# Filippo I di Borbone-Orléans
Filippo di Francia, duca d'Orléans, meglio noto come Filippo d'Orléans o Monsieur (nel senso francese di mon sieur, "mio signore") (Saint-Germain-en-Laye, 21 settembre 1640 – Saint-Cloud, 9 giugno 1701), è stato un principe del sangue e militare francese, figlio di Luigi XIII di Francia e Anna d'Austria e fratello minore di Luigi XIV, Le Roi Soleil.
Nato Duca d'Angiò, Filippo divenne Duca d'Orléans alla morte di suo zio Gastone nel 1660. L'anno successivo ricevette anche il ducato di Valois e di Chartres. Dopo la sua vittoria in battaglia nel 1671, il fratello Luigi XIV gli donò il ducato di Nemours, i marchesati di Coucy e Folembray e le contee di Dourdan e Romorantin. Fu conosciuto semplicemente come Monsieur, il titolo tradizionalmente riservato al fratello minore del re alla corte francese.
Apertamente omosessuale, ebbe di fatto uno stile di vita bisessuale per compiere il suo dovere dinastico. Attraverso i figli dei suoi due matrimoni Filippo divenne un antenato comune di numerosi regnanti in tutta Europa, tanto da guadagnarsi il soprannome di "il nonno d'Europa". Fu antenato diretto di Luigi Filippo, che governò la Francia dal 1830 fino al 1848 durante la monarchia di luglio. Attraverso un'attenta amministrazione familiare Filippo migliorò notevolmente le sorti della casa di Orléans, un ramo cadetto dei Borbone di Francia, di cui era il fondatore.

## Biografia

### Infanzia

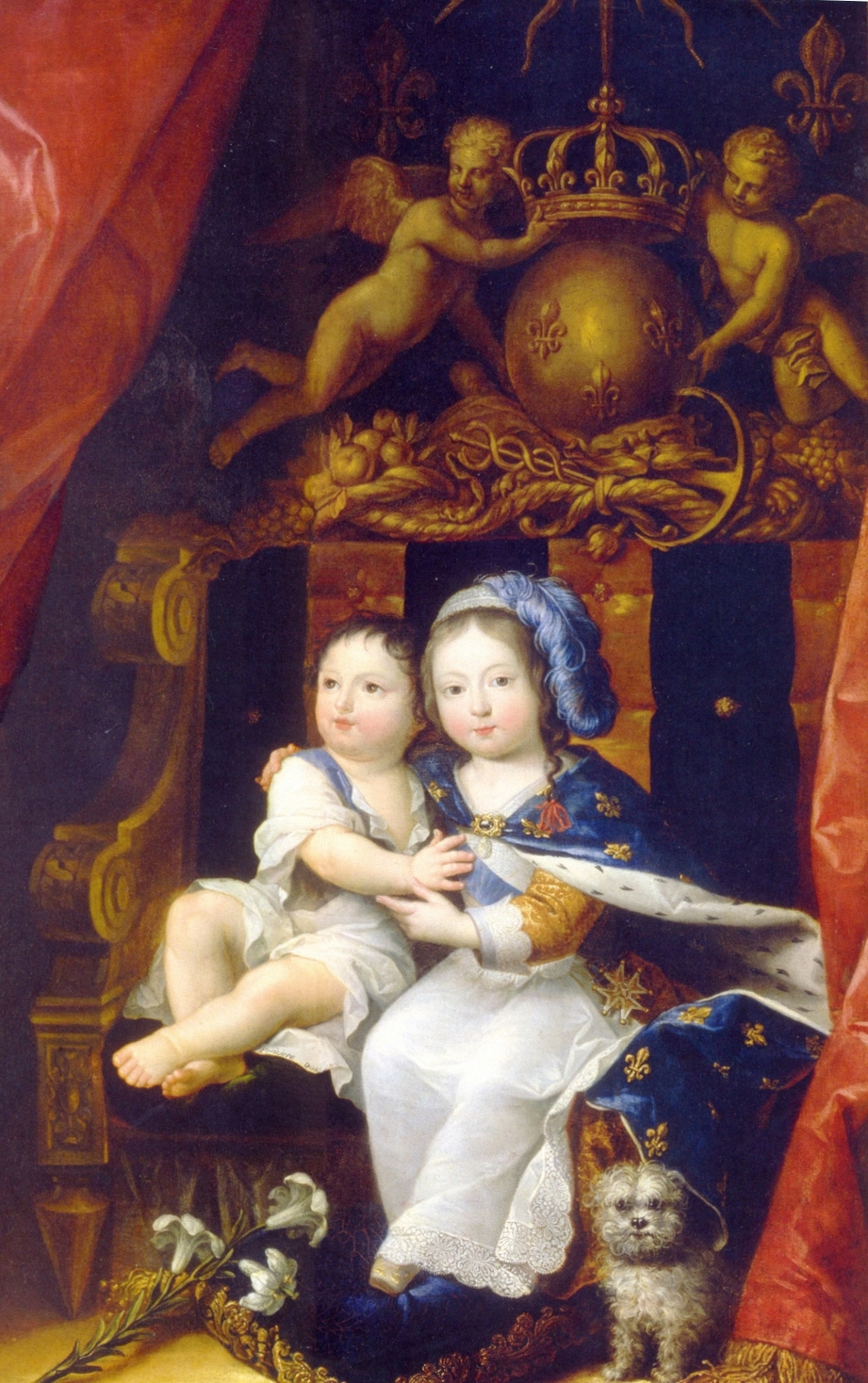
Filippo (a sinistra) e suo fratello, Luigi XIV in trono, dipinto di un pittore anonimo

Secondogenito di Luigi XIII di Francia e di sua moglie Anna d'Austria, Filippo nacque il 21 settembre 1640 nel Castello di Saint-Germain-en-Laye, a meno di 20 km dal centro di Parigi. Il principe nacque in presenza, oltre che dei suoi genitori, di Carlotta Margherita, principessa di Condé e di Francesca, duchessa di Vendôme, esponenti di spicco della dinastia dei Borbone. Un'ora dopo la sua nascita venne battezzato con cerimonia privata da Dominique Séguier, vescovo di Meaux.
Dopo il battesimo si occupò di lui Françoise de Souvré, marchesa di Lansac, già governante del fratello. Al momento della sua nascita era secondo nella linea di successione, subito dietro al fratello Luigi (poi Luigi XIV di Francia), che ereditò il trono prima che Filippo compisse i tre anni di età. Inoltre è stato l'erede presuntivo dall'incoronazione del fratello avvenuta nel 1654 fino alla nascita di Luigi, il Gran Delfino nel 1661.
Come figlio di un re al potere Filippo aveva dalla nascita l'appellativo di Fils de France (figlio di Francia) e il trattamento di Altezza Reale. Luigi XIII avrebbe tanto voluto nominarlo Conte di Provenza. Tuttavia era ben radicata la consuetudine di concedere, fin dal XIV secolo, il titolo di duca d'Angiò al figlio minore e Luigi XIII decise di rispettare la tradizione.

### Educazione e formazione
Filippo si dimostrò fin da subito attraente e intelligente, due qualità che unitamente al suo rango di principe lo rendevano una personalità eccezionale per la Francia del XVII secolo. Anna, duchessa di Montpensier lo descrisse come "il bambino più affascinante del mondo" mentre una confidente di sua madre, Madame de Motteville, affermò: "Filippo dimostra un'intelligenza sempre più viva". Tuttavia fu destinato a crescere all'ombra del fratello al fine di evitare una situazione analoga a quella che aveva contrassegnato, in maniera burrascosa, il rapporto tra Gastone e Luigi XIII, e il successivo difficile periodo della fronda dei principi durante la Régeance.
Fu il cardinale Mazzarino a consigliare alla madre di dare modo al ragazzo di esprimere apertamente la propria personalità in tutte le sue sfaccettature, ostentando per la prima volta apertamente anche le sue tendenze sessuali. Anna lo chiamava "la mia bambina" e lo fece vestire con abiti femminili fin da bambino, un'azione che avrebbe perseguito per tutta la vita. In seguito cominciò a frequentare anche balli e feste pubbliche in abbigliamento femminile, con trucchi e gioielli - piuttosto noto è il suo costume da pastorella - destando curiosità e talvolta anche scandalo.
La sua formazione fu affidata al filosofo François de La Mothe Le Vayer (precettore anche di suo fratello), all'abate François-Timoléon de Choisy e al generale César de Choiseul du Plessis-Praslin, entrambi scelti da Mazzarino, nel frattempo nominato sovrintendente all'educazione. Filippo studiò principalmente lingue (francese, latino, italiano), storia, letteratura, matematica, disegno e danza.

### Vita a corte

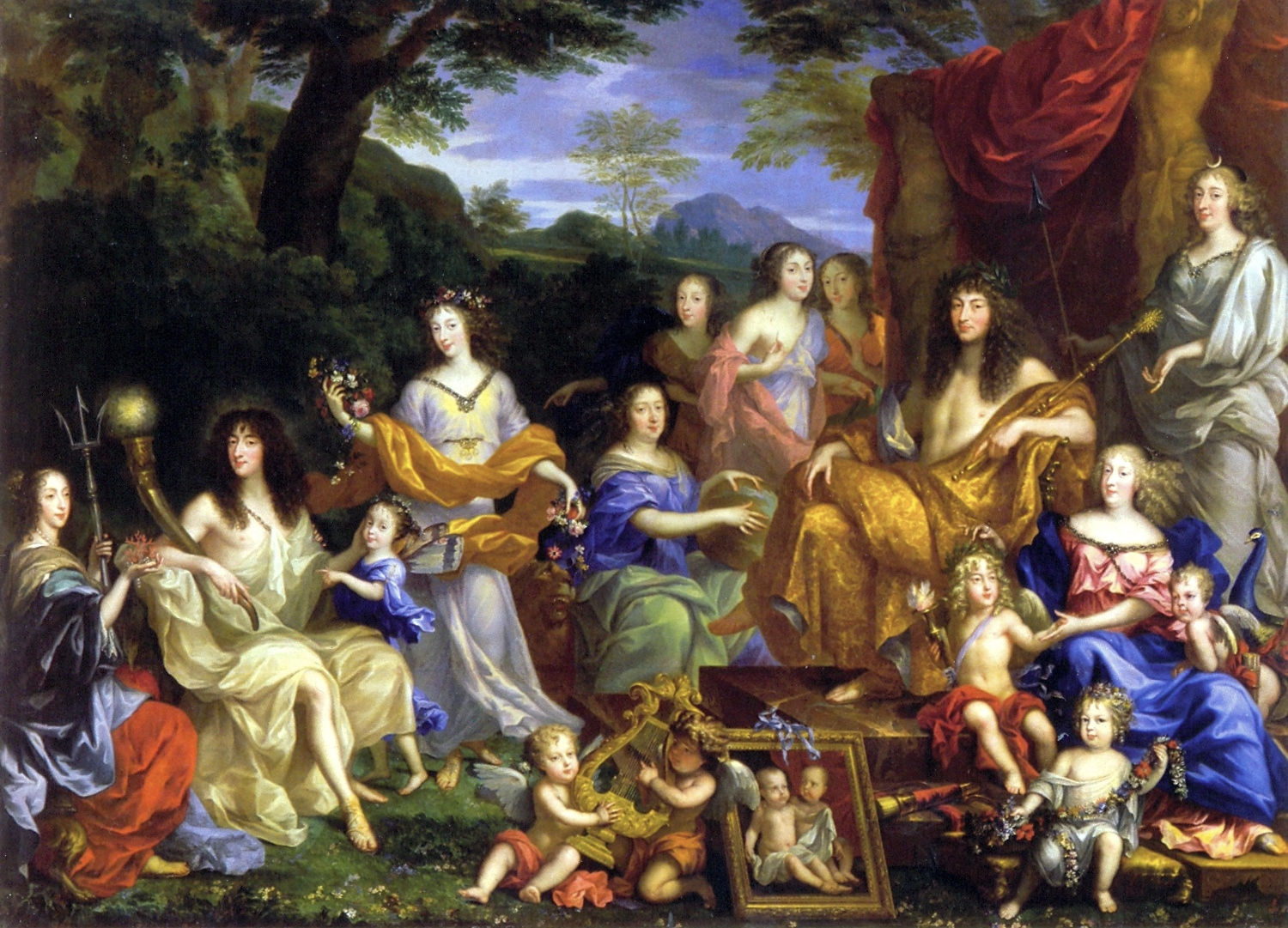
La famiglia reale all'epoca di Luigi XIV dipinta come divinità romane in un quadro del 1670 di Jean Nocret. Da sinistra a destra: Enrichetta Maria, Filippo I, sua figlia Maria Luisa, sua moglie Enrichetta Anna, sua madre Anna d'Austria, Luigi XIV, suo figlio Luigi, il Gran Delfino, sua moglie Anna Maria e Anna Maria Luisa d'Orléans

Nell'autunno del 1647, all'età di sette anni, Filippo contrasse il vaiolo ma riuscì a recuperare la sua salute dopo un periodo di convalescenza presso il Palais-Royal di Parigi. Appena pochi mesi dopo, l'11 maggio 1648, partecipò alla sua prima cerimonia ufficiale, quando fu battezzato pubblicamente, alle tre di pomeriggio, al Palais-Royal. Il padrino e la madrina furono lo zio Gastone d'Orléans e la zia Enrichetta Maria, moglie di Carlo I d'Inghilterra.
Alla morte di Luigi XIII per infarto, avvenuta nel 1643, Anna d'Austria ottenne la reggenza per il figlio Luigi, ancora minorenne. Grazie all'aiuto del cancelliere Pierre Séguier, riuscì a revocare le disposizioni testamentarie del defunto marito, che limitavano i suoi poteri. Benché Anna avesse preso il controllo, ci fu un generale stupore quando affidò il governo all'allora primo ministro (denominato Principal Ministre) il cardinale Mazzarino, pupillo del Richelieu, già presente come figura di rilievo nel consiglio reale. Approfittando della debolezza della corona, l'alta nobiltà parigina si ribellò pretendendo di avere più potere, sostenendo il movimento di opposizione noto come la Fronda, che dal giugno 1648 provocò un'ulteriore instabilità politica. Dopo che i frondeurs fecero irruzione nel palazzo reale, Anna e i due figli decisero di lasciare Parigi e di trasferire altrove l'intera corte, mentre Mazzarino fuggì in esilio. La lotta per il potere si risolse solamente dopo un cruento conflitto durato oltre cinque anni con la vittoria di Anna e del Mazzarino, che tornarono trionfalmente a Parigi.
Nel 1651 Luigi XIV raggiunse l'età legale per regnare, ovvero tredici anni. Come fratello minore del nuovo re, Filippo ricevette l'appellativo di Petit Monsieur per distinguerlo da suo zio Gastone, anch'egli fratello minore di un re, che venne allora chiamato Grand Monsieur. Fu conosciuto semplicemente come Monsieur non prima del 1660 alla morte dello zio, dal quale ereditò anche il titolo di duca d'Orléans.
All'incoronazione di Luigi XIV, il 7 giugno 1654, Filippo fu decano della cerimonia, ottenendo il privilegio di porre sul capo del fratello la corona di Francia. Per tutta la vita da quel momento fu un amante dell'etichetta di corte, assicurandosi sempre che ogni cerimonia a cui avesse preso parte si fosse svolta rispettando scrupolosamente anche la più insignificante regola di cerimoniale.
Alla fine di giugno del 1658 Luigi XIV si ammalò gravemente, presumibilmente di febbre tifoide a causa di un'intossicazione alimentare, tanto da essere dichiarato quasi morto. La malattia pose Filippo al centro dell'attenzione dato che, nel caso di morte del fratello, sarebbe diventato il nuovo re di Francia. Per paura di contagio non poté più vedere il re, mentre sua madre cominciò a dimostrare un maggiore affetto standogli più vicino. Dopo il recupero di Luigi XIV, avvenuto a metà luglio, tutto tornò alla normalità e Filippo fu abbandonato ancora una volta a sé stesso.
Qualche mese più tardi, l'8 novembre, Barthélemy Hervart, proprietario del castello di Saint-Cloud a circa 10 km da Parigi, organizzò una magnifica festa in onore della famiglia reale. Circa due settimane dopo, il 25 novembre, Filippo acquistò per 290 000 livres la tenuta, da cui era rimasto profondamente colpito, cominciando fin da subito ad apportare migliorie a quella che allora non era altro che una piccola villa di campagna.

### Duca d'Orléans
Quando lo zio Gastone morì nel febbraio 1660 senza eredi maschi, il ducato d'Orléans tornò alla corona. Il ducato era sempre stato uno dei più apprezzati appannaggi ed era tradizionalmente legato al fratello minore di un re, in questo caso Filippo. Così Luigi XIV gli concesse ufficialmente il titolo di duca d'Orléans il 10 maggio 1661 insieme ai titoli sussidiari di duca di Valois, duca di Chartres e signore di Montargis.
Al fine di scoraggiare, o addirittura impedire a Filippo di avere ambizioni che avessero potuto indurre rivalità al re, la madre Anna, sempre su consiglio del cardinale Mazzarino, perseguì una politica familiare volta a limitare notevolmente la sua libertà finanziaria. In seguito, Filippo cercò di aggiungere alla sua già ricca titolatura la contea d'Artois, la contea di Blois e il governatorato di Linguadoca, ma il fratello glieli rifiutò e non li concesse.
Alla morte di Anna Maria Luisa d'Orléans nel 1693, figlia dello zio Gastone, Filippo acquisì i ducati di Montpensier, di Châtellerault, di Saint-Fergeau e di Beaupréau, il principato di Joinville, le contee di Dourdan e Romorantin, di Mortain, di Bar-sur-Seine e le viscontee di Auge e di Domfront.

### Battaglia di Cassel e allontanamento dal potere

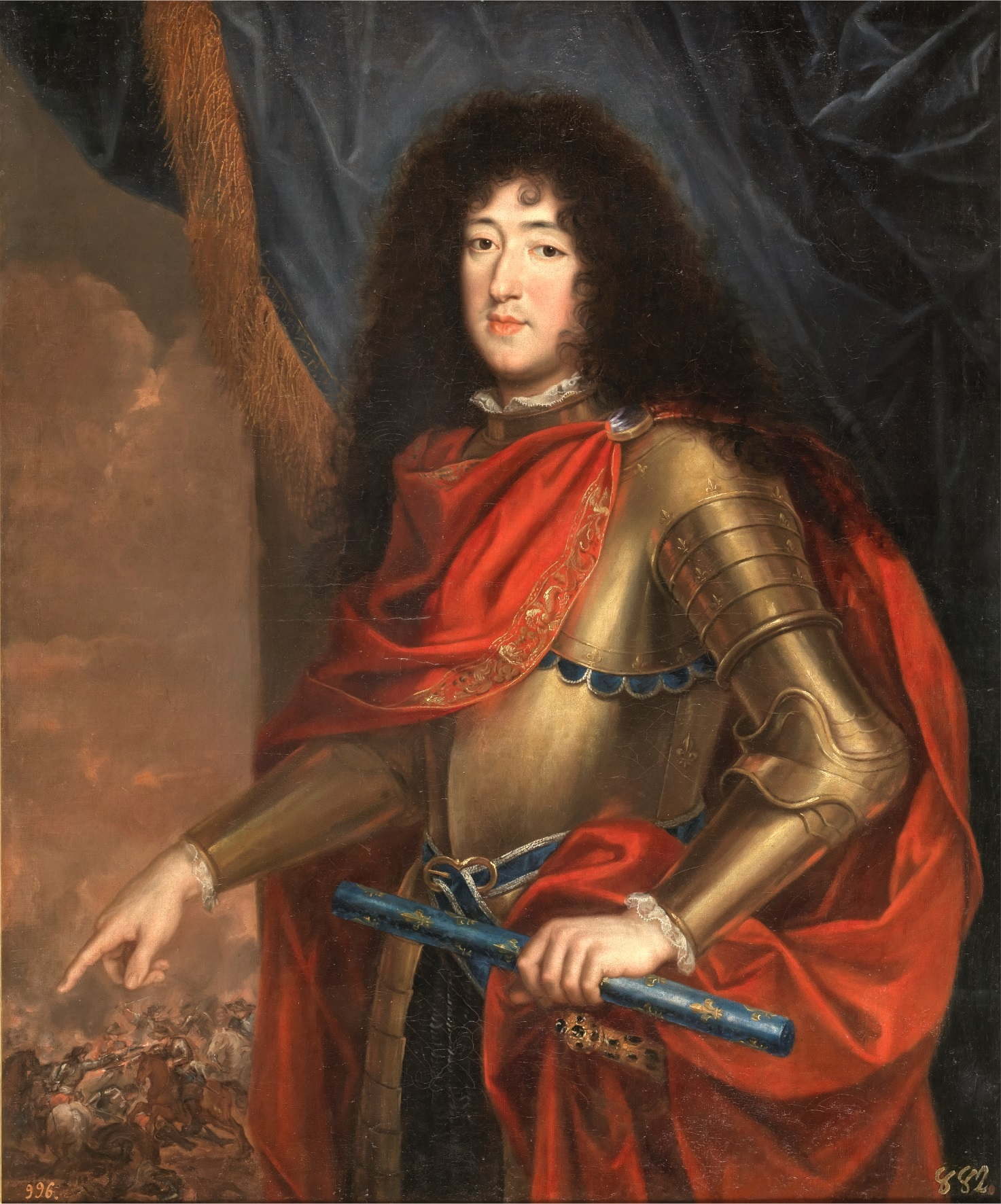
Filippo I di Borbone-Orléans in abiti militari in un dipinto di Pierre Mignard del 1675

Filippo seppe distinguersi sul campo di battaglia, dimostrando un deciso coraggio e sconfiggendo le truppe di Guglielmo d'Orange nel corso della guerra franco-olandese (1672-1678), evento dopo il quale venne promosso tenente generale.
Filippo ottenne la vittoria più importante l'11 aprile 1677 con la Battaglia di Cassel contro Guglielmo III, principe d'Orange, poi re d'Inghilterra nonché figlio della prima cugina di Filippo, Maria, principessa d'Orange. Guglielmo decise di intervenire a favore di una serie di villaggi assediati da Filippo; da Ypres marciò con 32 000 uomini verso Poperinge e Oxelaëre nella Valle di Cassel. Filippo, venuto a conoscenza dei piani del nemico, pensò di scontrarsi con gli uomini di Guglielmo a Penebeek tra Noordpeene e Zuytpeene. Luigi XIV gli inviò 25 000 fanti e 9 000 cavalieri di supporto da Cambrai al comando del maresciallo de Luxembourg. Al calare della sera c'erano 60 000 soldati pronti per lo scontro.
Gli olandesi attaccarono le posizioni francesi d'improvviso e senza avere studiato le forze nemiche. Il maresciallo di Luxembourg sorprese a sua volta gli olandesi con un attacco di cavalleria che praticamente distrusse tre battaglioni e disperse l'esercito di Guglielmo. In tutto le perdite di ambo i lati si attestarono a 4 200 morti e 7 000 feriti. Filippo venne osannato per le sue abilità come comandante militare, con grande disappunto di suo fratello, il re, che comunque non gli poté negare il successo militare che andava anche a vantaggio della Francia. Luigi XIV era geloso della crescente popolarità di Filippo sia a corte sia sul campo di battaglia. In onore della sua vittoria a Cassel, Filippo istituì un Collegio diretto dai Barnabiti a Parigi in adempimento di un voto. La campagna però segnò la fine della sua carriera militare e tornò ben presto alla sua vita di piaceri.
Nonostante le chiare abilità strategiche Luigi XIV, geloso e preoccupato che il fratello potesse trarre da questa vittoria una certa fama a suo discapito, lo sollevò dal comando, e successivamente lo tenne sempre lontano dal potere. Da allora Filippo si concentrò sulla vita mondana di palazzo, spendendo fiumi di denaro in divertimenti e feste sfarzose.
Obbligato dal fratello a non interessarsi agli affari politici, Filippo decise di cercare potere altrove. Nel 1700 protestò contro il testamento di Carlo II di Spagna, che dava a Filippo d'Angiò la corona spagnola, a cui egli aveva diritto come figlio di Anna d'Austria, e quindi nipote del re Filippo IV di Spagna. Tuttavia non riuscì nell'intento.

### Anni della cultura e delle feste
Dall'epoca della vittoria a Cassel sino agli anni '90 del Seicento, Filippo concentrò le proprie energie principalmente nell'espansione dei propri possedimenti, della propria fortuna personale, della propria collezione d'arte e nel rinnovamento delle proprie residenze, il Palais Royal e il Castello di Saint-Cloud. Quest'ultima fu la sua residenza favorita, sede di una corte burrascosa in perenne espansione. Filippo divenne patrono di artisti importanti come Jean Nocret e Pierre Mignard, entrambi impiegati nelle elaborate decorazioni di Saint Cloud e del Palais Royal. All'inizio del 1660, Filippo ordinò inoltre all'architetto Antoine Le Pautre di avviare i lavori per l'estensione di Saint Cloud; successivamente questi divenne contrôleur général delle proprietà di Filippo.

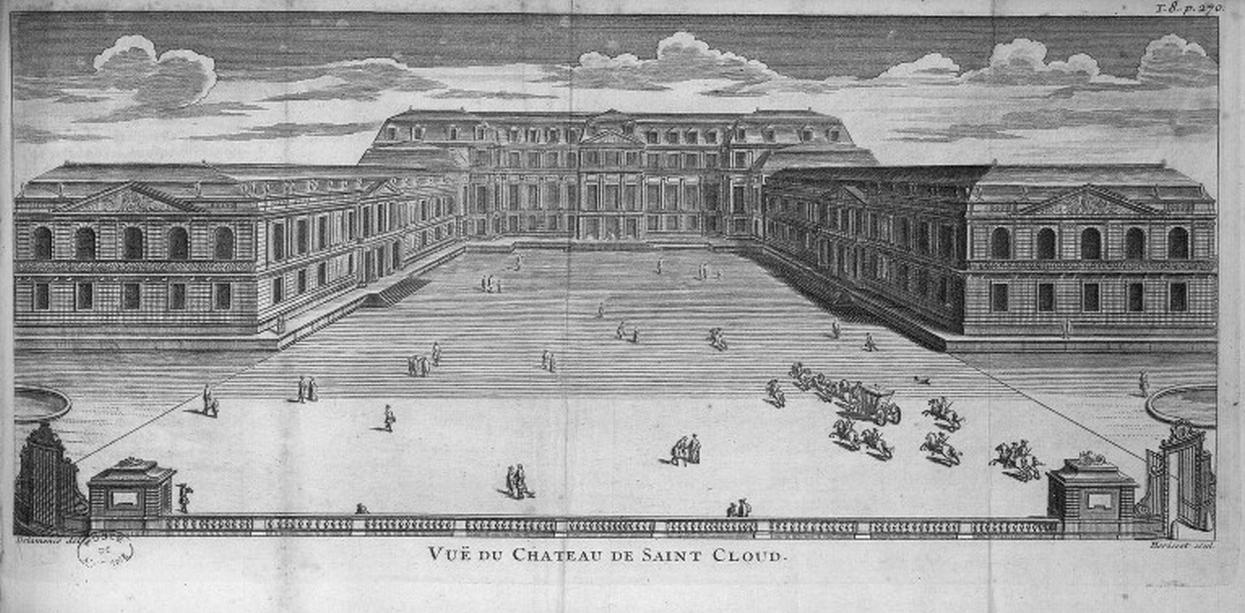
Il Castello di Saint-Cloud, circa 1677

A seguito della morte di Lepautre, nel 1679, i lavori a Saint Cloud vennero continuati dal suo assistente Jean Girard in collaborazione con Thomas Gobert. Successivamente Filippo chiamò Mansart a disegnare un grande scalone di rappresentanza per l'ala sinistra del palazzo sullo stile dello Scalone degli Ambasciatori di Versailles. I giardini vennero ridisegnati integralmente da André Le Nôtre, mentre le fontane e i canali interni vennero aggiunti da Mansart nel 1698. Al momento della morte di Filippo nel 1701, la residenza di Saint Cloud copriva un'area di 4,9 km².
Saint Cloud rimase alla famiglia Orléans sino al 1785, quando il pronipote di Filippo, Luigi Filippo lo vendette a Maria Antonietta per la somma di 6 000 000 di livre.
Migliorie minori vennero apportare al Palais Royal dal 1661 all'epoca del matrimonio di Filippo con Enrichetta, ma la proprietà era comunque parte della corona reale di Francia. Filippo venne limitato nei lavori al palazzo sino al 1692 quando il palazzo gli venne assegnato in maniera definitiva. Per le modernizzazioni successive egli si rivolse quindi a Mansart. Le decorazioni interne vennero affidate ad Antoine Coypel, il cui padre Noël Coypel aveva lavorato già in precedenza al palazzo. Nel 1695, Filippo acquistò un'isola sulla Senna proprio davanti al castello che rinominò "Île de Monsieur".
Filippo era inoltre appassionato di musica e di danza, eccellendo in particolare in quest'ultima arte per eccezionali abilità. Fu patrono di musicisti come Anglebert, Du Mont, Arlaud e Marie Aubry, molti dei quali fecero parte degli inservienti della sua casata sino alla sua morte. Lully fu anch'egli un protégé di Filippo dopo che ebbe lasciato la casata di Madmoiselle. La piccola collezione d'arte di Filippo gettò le basi per la creazione della Collezione Orleans, una delle più importanti collezioni d'arte mai assemblate al mondo.
Con il permesso del parlement di Parigi Filippo sponsorizzò una serie di progetti per migliorare l'immagine della Francia a livello nazionale e internazionale che però portarono anche a lui dei profitti. Dal 1679, gli venne garantito il diritto di costruire il Canale d'Orléans, un grande canale artificiale che collegava la Loira alla città di Orléans tramite il Canale del Loing e il Canale di Briare nel villaggio di Buges presso Montargis. Era questo il più grande canale d'acqua artificiale della Francia dall'epoca del nonno di Filippo, Enrico IV, il quale aveva eretto il canale di Briare nel 1604. Il canale, utilizzato per il trasporto di beni da Orléans a Parigi, fu un grandioso successo per l'epoca ed è ancora oggi in uso.

### Ultimi anni e morte
Alla morte di Mademoiselle, nel 1693, Filippo acquisì i ducati di Montpensier, Châtellerault, Saint-Fargeau e Beaupréau. Egli divenne inoltre principe di Joinville, conte di Dourdan, Mortain e Bar-sur-Seine e visconte di Auge e Domfront. Negli ultimi suoi anni di vita, Filippo condusse uno stile di vita allegro e gioviale dedicandosi volentieri ai suoi figli e nipoti. Entrambe le sue figlie avute dal primo matrimonio divennero regine e suo figlio il duca di Chartres condusse una brillante carriera militare, combattendo nella Battaglia di Steenkerque nel 1692 e nell'Assedio di Namur con grande soddisfazione del padre. Come aveva fatto con Filippo, Luigi XIV cercò di limitare i poteri del nipote.
Nel 1696 la nipote di Filippo, Maria Adelaide si recò in Francia dalla corte di Savoia per sposare Luigi, duca di Borgogna che era terzo in linea di successione al trono francese. I due si sposarono di 1697 e divennero genitori di Luigi XV.
Nel 1701 al duca di Chartres venne negata una posizione al fronte nel corso della Guerra di successione spagnola iniziata in quell'anno. Questo fatto fu dovuto all'abilità dimostrata nel campo da suo padre prima e poi da lui, troppa per Luigi XIV. Il pretesto fu il fatto che il duca di Chartres non si era fatto pudore di celare la sua amante, Mademoiselle de Séry, a sua moglie. L'8 giugno 1701 Luigi XIV e Filippo si incontrarono al Castello di Marly per cenare insieme. In un primo momento fu Luigi XIV ad attaccare Filippo per la condotta del duca di Chartres con Mademoiselle de Séry. Filippo rispose tranquillamente rinfacciando a Luigi XIV di aver tenuto una condotta simile con le sue amanti nel corso del suo matrimonio con la regina Maria Teresa, aggiungendo il fatto che il duca di Chartres ancora non aveva ricevuto i favori promessigli per aver sposato la figlia del re, Francesca Maria. L'arrivo della cena smorzò i toni e i due fratelli si sedettero per mangiare.
Filippo fece ritorno a Saint Cloud quella sera stessa dove si incontrò con il figlio, ma collassò a terra per un colpo apoplettico che gli fu fatale e che lo colse a mezzogiorno del 9 giugno 1701 all'età di 60 anni. Luigi XIV, venuto a conoscenza della morte del fratello, lo pianse amaramente e disse "Non posso credere che non vedrò mai più mio fratello!". Il cuore di Filippo venne portato al convento della Val-de-Grâce il 14 giugno successivo, mentre il suo corpo venne sepolto il 21 giugno nella Basilica di Saint-Denis, dove rimase sino alla Rivoluzione francese quando la sua tomba venne distrutta e i corpi dissacrati.
Elisabetta Carlotta, preoccupata di finire in convento (come del resto era stato stabilito all'epoca della stipula del suo contratto matrimoniale in caso di morte del marito) ottenne rassicurazione dal re che avrebbe potuto rimanere a corte il tempo che avesse desiderato. Ella si preoccupò di bruciare tutte le lettere degli amanti di Filippo che negli anni sarebbero potute cadere "in mani sbagliate", oltre al fatto che tali lettere la nauseavano profondamente. Luigi XIV assicurò al nuovo duca d'Orléans, già duca di Chartres, di poterlo trattare come il proprio padre.
La vedova Elisabetta Carlotta continuò a scrivere frequentemente a sua figlia, alla figliastra e alla duchessa Carlotta Felicita di Brunswick-Lüneburg. Morì a Saint Cloud nel dicembre del 1722 e venne sepolta a Saint Denis. Lo Chevalier de Lorraine morì in povertà nel 1702.

## Vita privata

### Patrimonio finanziario e fortuna degli Orléans
Filippo è stato uno degli uomini più ricchi del regno di Francia alla sua epoca. Gli introiti della sua ricchezza erano essenzialmente derivanti dai feudi dei ducati di Angiò, Orléans, Valois e Chartres che gli fornirono i mezzi per vivere all'altezza del suo rango. Egli inoltre riceveva periodicamente un vitalizio da parte del re, e assieme al finanziamento della costruzione e ai diritti sul canale d'Orléans ottenne di avere entrate sempre più alte, al punto da farlo competere con il re in persona. Egli sfruttò però saggiamente i propri ricavi finanziari, innanzitutto con l'intento di aumentare le sorti della casa di Orléans di cui era il fondatore come membro di un ramo cadetto dei Borbone di Francia.
Venne considerato un grande mecenate in Francia e fu, ad esempio, protettore di Molière e della sua compagnia teatrale che da Filippo prese il nome di Troupe de Monsieur. È grazie a lui che il noto artista francese poté esibirsi per la prima volta davanti a Luigi XIV il 24 ottobre 1658, accrescendo la sua fama sino a occupare stabilmente i teatri dell'Hôtel du Petit-Bourbon e del Palais-Royal.
Filippo trascorse la maggior parte della propria esistenza dedicandosi al cerimoniale di corte, tra ricevimenti e banchetti, soggiornando nella reggia di Versailles dove viveva il fratello e la corte reale. Con assiduità frequentava comunque anche le proprie residenze:
- Il castello di Saint-Cloud, comprato nel 1658, a cui apportò numerose migliorie, in particolare la costruzione di un trianon, un piccolo edificio situato nei grandi giardini alla francese, anch'essi ristrutturati.
- Il Palais-Royal, che ricevette nel 1692, dove era solito organizzare feste e giochi.

### Omosessualità di Filippo

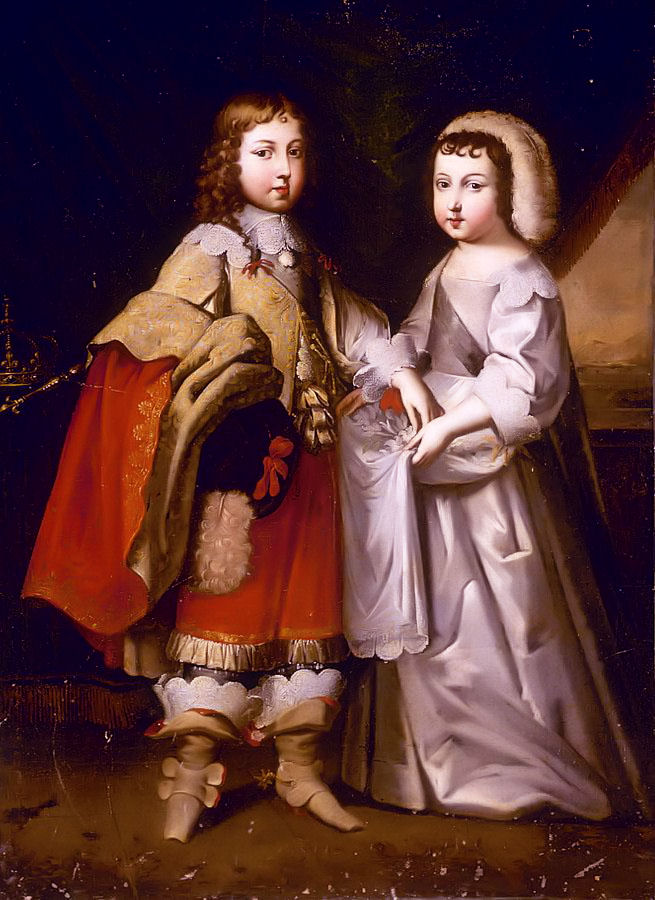
Luigi XIV (a sinistra) con suo fratello, il piccolo Monsieur in abiti femminili, costume che manterrà anche negli anni della maturità

Durante i suoi primi anni di vita, la stessa regina Anna era solita definire Filippo con soprannomi come "la mia piccola bimba" e lo incoraggiò a indossare abiti spiccatamente femminili anche da giovane – costume che avrebbe mantenuto per il resto della sua vita. Un contemporaneo lo definì "la più stupida donna mai esistita" in riferimento alla sua effeminatezza. Anche durante la sua gioventù, ai balli di corte e alle feste, Filippo mostrò sempre una cura del proprio vestiario straordinariamente femminile per l'epoca, contribuendo però nel contempo a dettare alcune variazioni nella moda dell'epoca, diffondendo il costume da pastorella. Queste tendenze di Filippo, per quanto tollerate presso la corte francese, non erano viste di buon occhio perché potevano minare il potenziale di suo fratello maggiore e la credibilità del suo regno e della sua corte.
Il 1658 sembra essere stato l'anno in cui la sessualità di Filippo divenne ben definita. Fu il cardinale Mazzarino, intervenendo ancora una volta nella vita privata di corte, a organizzare i suoi primi contatti omosessuali, in particolare con suo nipote Filippo Giulio Mancini, duca di Nevers. L'amante più celebre di Filippo fu Filippo di Lorena, conosciuto come Chevalier de Lorraine e descritto dai contemporanei come "insinuoso, brutale e senza scrupoli". La passione tra i due, che sarebbe durata per tutta la vita, preoccupò la futura moglie Enrichetta, ma era anche chiaro che, grazie al viso attraente e alla mente acuta, non avrebbe avuto problemi ad avere forti legami con entrambi.
A gennaio del 1670, la duchessa d'Orléans, stufa dei continui pettegolezzi sul marito, si recò dal re per chiedere che il chevalier venisse imprigionato e così avvenne, dapprima presso Lione, poi presso l'isola del Castello d'If nel Mediterraneo e poi bandito a Roma. Nel febbraio di quello stesso anno, a ogni modo, il duca d'Orléans protestò e pianse in udienza presso il fratello e riuscì a restaurarlo nel suo entourage. Filippo dimostrò inoltre anche un certo interesse per la nipote di Mazzarino, Laura Mancini, Duchessa di Mercœur.
Anche dopo essersi sposato Filippo intraprese relazioni romantiche con nobili tedeschi, senza riguardo per le proprie mogli. I favoriti di Filippo di cui la corte francese era popolata a ondate, giovani ragazzi attraenti, avevano un ruolo a corte simile a quello avuto dai mignons di Enrico III. Filippo si infatuò del famoso e arrogante Armand de Gramont, conte di Guiche. Altro amore di Filippo fu Antoine Coiffier, marchese d'Effiat, entrato nella sua casata come capitano della sua guardia e rimasto con il duca sino alla sua morte.

#### Matrimonio con la principessa Enrichetta d'Inghilterra

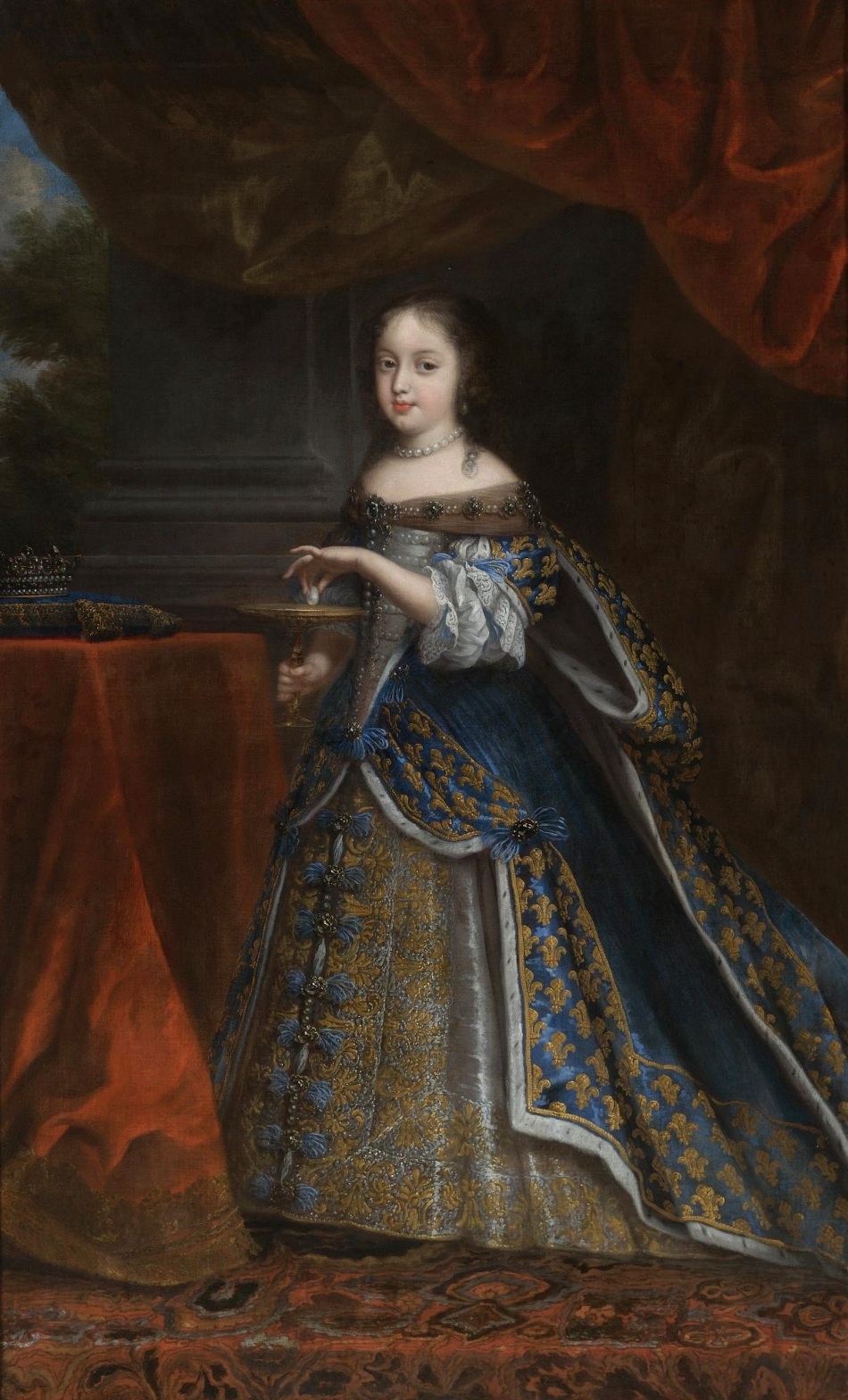
La prima moglie di Filippo, la principessa Enrichetta d'Inghilterra nel 1661 in un ritratto anonimo. Venne descritta come una "bellezza primaverile"

Dopo il matrimonio di Luigi XIV con Maria Teresa di Spagna il 9 giugno 1660, la regina Anna rivolse la sua attenzione al matrimonio di Filippo. Già in precedenza Filippo era stato incoraggiato a puntare alla sua cugina maggiore duchessa di Montpensier, figlia primogenita di Gastone d'Orléans e della sua prima moglie, Maria di Borbone. Nota all'epoca con l'epiteto di Madmoiselle, ella disponeva di un'immensa fortuna personale e aveva già rifiutato pretendenti di spicco come Carlo II d'Inghilterra. Nata nel 1627, era la sola erede di sua madre che era morta senza aver avuto figli maschi. Mademoiselle a ogni modo sapeva essere anche una donna decisa e declinò l'offerta del matrimonio, riportando semplicemente che non poteva stare con un uomo come Filippo che era perennemente attaccato alla gonna di sua madre "come un bambino". Mademoiselle rimase nubile. Filippo invece si sposò con un'altra sua cugina di primo grado, la principessa Enrichetta d'Inghilterra, figlia minore del re Carlo I d'Inghilterra e di sua moglie, la regina Enrichetta Maria, zia di Filippo che aveva cercato rifugio presso la corte di Francia dopo la nascita della principessa Enrichetta nel 1644. La famiglia reale inglese in esilio visse al Palais Royal e al Palais du Louvre.
Nel 1660, dopo la restaurazione della casata degli Stuart al trono d'Inghilterra sotto la guida di suo fratello Carlo II, la principessa Enrichetta fece ritorno in Inghilterra in visita a sua sorella Maria, principessa d'Orange, che poi venne colpita da vaiolo e morì. La corte francese ufficialmente chiese la mano di Enrichetta in nome di Filippo il 22 novembre 1660 mentre lei si trovava in Inghilterra. La coppia siglò il proprio contratto di matrimonio al Palais Royal il 30 marzo 1661. La cerimonia ebbe luogo il giorno successivo nello stesso palazzo di fronte, a un gruppo ristretto di cortigiani. La dote promessa dalla sposa era pari a 840 000 livre. Nota a corte con il nome di Henriette d'Angleterre, aveva il soprannome di Minette per gli intimi, e ufficialmente divenne nota come Madame e seppe essere sempre molto popolare a corte per la sua forte personalità che la fece definire da alcuni "il primo figlio maschio di suo padre". Enrichetta era una personalità molto aperta e amava flirtare apertamente, motivo per cui Filippo divenne particolarmente geloso di lei, iniziando a vendicarsi di questo fatto manifestando sempre più apertamente la sua sessualità.
Enrichetta iniziò a flirtare anche con il re dall'estate del 1661 mentre con il marito si trovava al Castello di Fontainebleau per il periodo estivo. Filippo, trovandosi impotente di fronte al sovrano, pensò di rivolgersi alla madre denunciando il rapporto tra suo fratello e sua moglie e la regina Anna ancora una volta dovette essere chiamata a riprendere sia i due figli (sovrano compreso) sia la nuora. Le relazioni tra Enrichetta e Filippo divennero tese anche quando lei tentò di insidiare il conte di Guisa, vecchio amante di Filippo.
La coppia si spostò dalle Tuileries al Palais-Royal all'inizio del 1662. Alla fine di marzo di quello stesso anno, Filippo divenne padre di Maria Luisa, futura moglie di Carlo II di Spagna. Enrichetta fu molto dispiaciuta dall'aver messo al mondo una figlia femmina al punto che alcuni riportano che ella avrebbe voluto "buttarla a fiume!" Questo fatto offese molto la regina Anna che adottò la nipote e le rivolse la massima cura. Per parte sua, Filippo considerò sempre Maria Luisa la sua favorita tra i figli. La bambina venne battezzata il 21 maggio 1662. In quello stesso giorno Filippo prese parte al famoso Carrousel du Louvre, dove si travestì in modo stravagante come lo scià di Persia.
La coppia ducale non ebbe un altro figlio sino al 1664, quando Enrichetta diede alla luce a Fontainebleau un figlio che ricevette il titolo di duca di Valois. Filippo scrisse a suo cognato Carlo II d'Inghilterra "la Vostra sorella questa mattina, sana e salva, ha dato alla luce un bambino. Il bambino sembra godere di eccellente salute". Il bambino a ogni modo morì a causa di convulsioni nel 1666, dopo essere stato battezzato con i nomi di Filippo Carlo alcune ore prima della morte. La perdita del piccolo duca di Valois afflisse oltremodo Enrichetta. Filippo era invece ansioso di mantenere i privilegi concessi dal re alla sua casata. Nel gennaio di quell'anno morì la regina Anna.

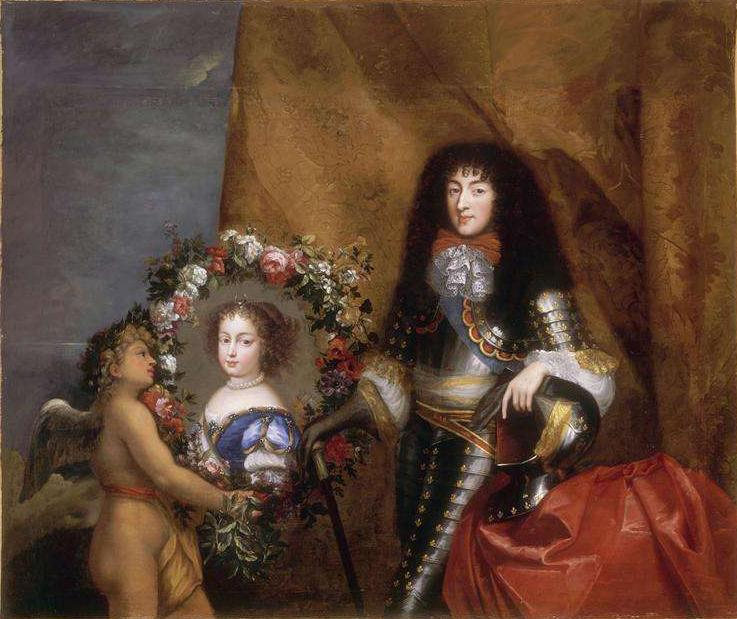
Filippo con un medaglione della sua figlia favorita, Maria Luisa, circa 1670, Pierre Mignard

Nel 1665 il conte di Guisa venne esiliato dalla corte e Filippo riportò ancora una volta a suo fratello che Enrichetta aveva incontri segreti con un nobile danese.
Filippo prese parte alla guerra di devoluzione nel 1667 mentre Enrichetta rimase a Saint Cloud in stato interessante per la terza volta. Sul campo, Filippo seppe distinguersi per valore anche sotto il fuoco nemico, ma divenne presto ironicamente noto per il tempo che spendeva a decorare la sua tenda da campo. Avendo saputo poi che Enrichetta si trovava in pericolo a causa del parto imminente, fece ritorno al castello di Saint Cloud, e seguì da vicino la moglie che entro breve si riprese. Filippo tornò sul campo di battaglia poco dopo combattendo nell'assedio di Lilla (1667).
Quando nel 1670 Enrichetta riuscì dapprima a far imprigionare e poi esiliare l'amante del marito, il duca di Orléans minacciò di sciogliere il suo matrimonio con la moglie. Filippo si ritirò per vendetta nella residenza di Villers-Cotterêts e obbligò la moglie Enrichetta a seguirlo, esiliandola così dalla corte di Versailles. Le proteste di Filippo infine riuscirono a persuadere il re a farlo recedere dal decreto di esilio.
La coppia ebbe il suo ultimo figlio nell'agosto del 1669, una bambina, che venne battezzata Anna Maria nella cappella privata del Palais Royal l'8 aprile 1670 dal primo cappellano di Filippo, il vescovo di Vabres.
Enrichetta, impegnata largamente nella politica di unione tra Inghilterra e Francia, compì diversi viaggi all'estero nella sua terra natia. Tornata a Parigi alla fine di giugno del 1670, Enrichetta dovette confrontarsi però ancora una volta con il carattere di Filippo che le rimproverò in più occasioni la sua parte nell'esilio del suo favorito e nella missione segreta a Dover. Malgrado queste tensioni, il 24 giugno di quello stesso anno la ritroviamo ancora a Saint Cloud. Mentre si trovava a Saint Cloud il 30 giugno, collassò sulla terrazza del palazzo. Portata all'interno, venne spogliata e i medici iniziarono a sospettare che fosse stata avvelenata. Morì tra le due e le tre della mattina del 30 giugno 1670 all'età di 26 anni. Il Chevalier de Lorraine e il marchese d'Effiat vennero accusati del suo avvelenamento, ma l'autopsia eseguita sul corpo mise in luce che la duchessa era in realtà morta a causa di una peritonite causata da un'ulcera perforante.

#### Alla ricerca di una nuova moglie
Enrichetta venne pianta sinceramente dalla corte di Francia, ma ben poco invece da suo marito, a causa della loro travagliata relazione sentimentale. Luigi XIV si impegnò personalmente per trovare una nuova moglie a suo fratello, alla continua ricerca di un erede maschio per perpetuare la casata degli Orléans. Ancora una volta l'attenzione venne rivolta alla duchessa di Montpensier. Luigi le chiese gentilmente se avesse voluto riempire "il posto vacante" a fianco di Filippo, ma ancora una volta la duchessa declinò l'offerta. Luigi rifiutò diverse altre candidate sino infine a scegliere la protestante Elisabetta Carlotta del Palatinato. Nota con il soprannome di Liselotte, ella era l'unica figlia del conte palatino Carlo I Luigi del Palatinato e di sua moglie, la langravia Carlotta d'Assia-Kassel. La sua candidatura venne proposta a corte da Anna Gonzaga, confidente di Filippo e moglie dello zio della sposa, il conte palatino Edoardo del Palatinato-Simmern. Elisabetta Carlotta era cresciuta allevata da sua zia Sofia di Hannover per il pessimo rapporto dei suoi genitori. Per tutta la sua vita rimarrà legata all'elettrice Sofia, scrivendole circa 50 000 lettere in tutto sulla vita dettagliata alla corte di Francia e al fianco del marito. La contessa palatina era inoltre nipote di secondo grado della defunta principessa Enrichetta in quanto il padre di quest'ultima (Carlo I d'Inghilterra) era fratello della nonna paterna di Elisabetta Carlotta, Elisabetta Stuart, elettrice palatina e regina di Boemia.

#### Matrimonio con la principessa Elisabetta Carlotta del Palatinato

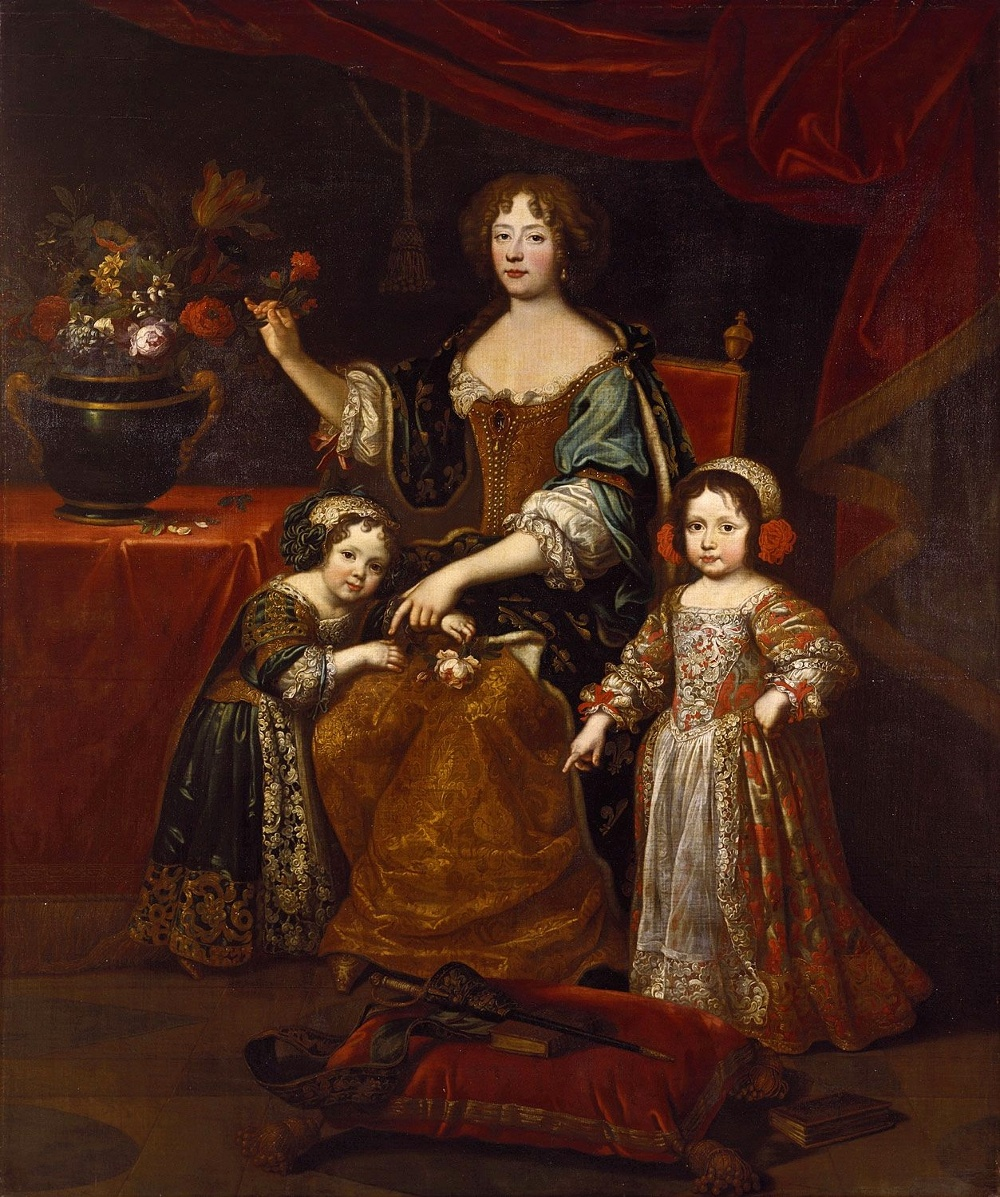
Elisabetta Carlotta del Palatinato con due dei suoi figli avuti da Filippo, circa 1679, Mignard

Filippo sposò Elisabetta Carlotta, la quale si convertì al cattolicesimo il 16 novembre 1671. Pur non eccellendo in bellezza come invece era stata Enrichetta, quando Filippo la vide per la prima volta si dice che disse "Sarò in grado di dormire accanto a lei?" Madame de Sévigné notò che la nuova Madame divenne piuttosto popolare a corte, rinomata per il candore della sua pelle, per il carattere supponente, per la spiccata vanità. Nelle sue lettere si deduce quanto volentieri si accostasse al letto di Filippo, ma nel contempo quanto mal tollerasse la presenza dei suoi favoriti a corte.
La coppia fu particolarmente felice nel primo anno di matrimonio e perlomeno sino alla primavera del 1672 quando dall'Italia fece ritorno il chevalier de Lorraine. Incinta sulla fine dell'anno, Elisabetta Carlotta nel giugno del 1673 diede alla luce un figlio che ebbe il nome di Alessandro Luigi e che ottenne il titolo di duca di Valois, ma che morì nel 1676. Un secondo figlio, Filippo, seguì nel 1674, e poi una figlia, Elisabetta Carlotta, nel 1676, data dopo la quale i due si accordarono per dormire in letti separati. Elisabetta Carlotta era orgogliosa dei suoi figli come madre, ma non mancò di rimanere comunque in contatto con i figli nati dal primo matrimonio del marito.

### Discendenza
L'obiettivo di vita principale di Filippo d'Orléans fu quello di garantirsi una discendenza e, nonostante il proprio orientamento omosessuale, si sposò per ben due volte.
La prima moglie fu la cugina di primo grado Enrichetta d'Inghilterra, figlia di Carlo I d'Inghilterra e di Enrichetta Maria di Borbone, sorella di Luigi XIII; dal matrimonio, fondamentalmente infelice, contraddistinto dalle infedeltà reciproche (si sussurrava che Enrichetta fosse amante dello stesso Re Sole), nacquero quattro figli, di cui solo due femmine raggiunsero la maggiore età:
- Maria Luisa (1662-1689), futura regina di Spagna;
- Filippo Carlo, duca di Valois (16 luglio 1664 – 8 dicembre 1666);
- una figlia nata il 9 luglio 1665 e morta poco dopo;
- Anna Maria (1669-1728), futura duchessa di Savoia e prima regina di Sardegna. Sarà la madre del re Carlo Emanuele III di Savoia e la nonna materna del futuro re di Francia Luigi XV.

Nel 1671, morta Enrichetta improvvisamente e in circostanze mai completamente chiarite, si risposò con Elisabetta Carlotta del Palatinato, figlia dell'Elettore Palatino, (detta per questo Madame Palatina), dalla quale ebbe:
- Alessandro Luigi, duca di Valois (2 giugno 1673 – 16 marzo 1676);
- Filippo II d'Orléans (1674-1723), futuro Reggente durante la minore età di Luigi XV;
- Elisabetta Carlotta (1676-1744), futura duchessa di Lorena come moglie di Leopoldo di Lorena, madre del futuro imperatore Francesco Stefano di Lorena e nonna della futura regina di Francia Maria Antonietta.

Tra la discendenza di Filippo (tuttora fiorente) si possono ricordare il già citato Reggente, Filippo II d'Orléans, Luigi Filippo Giuseppe, detto Filippo Égalité, Luigi Filippo, re dei francesi (1830-1848), Luisa, regina dei belgi, e le duchesse d'Aosta Elena, Anna e Claudia.

## Titoli e trattamento
Il titolo e trattamento completo di Filippo era il seguente: "Sua altezza reale, il principe Filippo, pari di Francia, monsieur e fils de france, duca d'Angiò, duca d'Orléans, di Valois, di Chartres, di Nemours, di Montpensier, di Châtellerault, di Saint-Fergeau, di Beaupréau, principe di Joinville, marchese di Coucy e Folembray, di Mézierès, conte di Dourdan e Romorantin, di Mortain, di Bar-sur-Seine, visconte d'Auge e di Domfront, barone di Beaujolais, signore di Montargis, cavaliere dell'ordine del Santo Spirito"

## Ascendenza
|                       |                      |                         | Genitori                  |  |  | Nonni |  |  | Bisnonni                            |  |  | Trisnonni                         |  |
|                       |                      |                         |                           |  |  |       |  |  | Antonio di Borbone, Duca de Vendôme |  |  | Carlo di Borbone, Duca de Vendôme |  |
|                       |                      |                         |                           |  |  |       |  |  | Antonio di Borbone, Duca de Vendôme |  |  | Carlo di Borbone, Duca de Vendôme |  |
|                       |                      | Francesca di Alençon    |                           |  |  |       |  |  | Antonio di Borbone, Duca de Vendôme |  |  |                                   |  |
| Enrico IV di Francia  |                      |                         |                           |  |  |       |  |  | Antonio di Borbone, Duca de Vendôme |  |  |                                   |  |
|                       |                      | Giovanna III di Navarra | Enrico II di Navarra      |  |  |       |  |  |                                     |  |  |                                   |  |
|                       |                      | Giovanna III di Navarra | Enrico II di Navarra      |  |  |       |  |  |                                     |  |  |                                   |  |
|                       |                      | Giovanna III di Navarra | Margherita d'Angoulême    |  |  |       |  |  |                                     |  |  |                                   |  |
| Luigi XIII di Francia |                      | Giovanna III di Navarra |                           |  |  |       |  |  |                                     |  |  |                                   |  |
|                       |                      | Francesco I de' Medici  | Cosimo I de' Medici       |  |  |       |  |  |                                     |  |  |                                   |  |
|                       |                      | Francesco I de' Medici  | Cosimo I de' Medici       |  |  |       |  |  |                                     |  |  |                                   |  |
|                       |                      | Francesco I de' Medici  | Eleonora di Toledo        |  |  |       |  |  |                                     |  |  |                                   |  |
| Maria de' Medici      |                      | Francesco I de' Medici  |                           |  |  |       |  |  |                                     |  |  |                                   |  |
|                       |                      | Giovanna d'Austria      | Ferdinando I d'Asburgo    |  |  |       |  |  |                                     |  |  |                                   |  |
|                       |                      | Giovanna d'Austria      | Ferdinando I d'Asburgo    |  |  |       |  |  |                                     |  |  |                                   |  |
|                       |                      | Giovanna d'Austria      | Anna Jagellone            |  |  |       |  |  |                                     |  |  |                                   |  |
| Filippo I di Francia  |                      | Giovanna d'Austria      |                           |  |  |       |  |  |                                     |  |  |                                   |  |
|                       | Filippo II di Spagna | Carlo V d'Asburgo       |                           |  |  |       |  |  |                                     |  |  |                                   |  |
|                       | Filippo II di Spagna | Carlo V d'Asburgo       |                           |  |  |       |  |  |                                     |  |  |                                   |  |
|                       | Filippo II di Spagna | Isabella del Portogallo |                           |  |  |       |  |  |                                     |  |  |                                   |  |
| Filippo III di Spagna | Filippo II di Spagna |                         |                           |  |  |       |  |  |                                     |  |  |                                   |  |
|                       |                      | Anna d'Austria          | Massimiliano II d'Asburgo |  |  |       |  |  |                                     |  |  |                                   |  |
|                       |                      | Anna d'Austria          | Massimiliano II d'Asburgo |  |  |       |  |  |                                     |  |  |                                   |  |
|                       |                      | Anna d'Austria          | Maria d'Austria           |  |  |       |  |  |                                     |  |  |                                   |  |
| Anna d'Austria        |                      | Anna d'Austria          |                           |  |  |       |  |  |                                     |  |  |                                   |  |
|                       |                      | Carlo II d'Austria      | Ferdinando I d'Asburgo    |  |  |       |  |  |                                     |  |  |                                   |  |
|                       |                      | Carlo II d'Austria      | Ferdinando I d'Asburgo    |  |  |       |  |  |                                     |  |  |                                   |  |
|                       |                      | Carlo II d'Austria      | Anna Jagellone            |  |  |       |  |  |                                     |  |  |                                   |  |
| Margherita d'Austria  |                      | Carlo II d'Austria      |                           |  |  |       |  |  |                                     |  |  |                                   |  |
|                       |                      | Maria Anna di Baviera   | Alberto V di Baviera      |  |  |       |  |  |                                     |  |  |                                   |  |
|                       |                      | Maria Anna di Baviera   | Alberto V di Baviera      |  |  |       |  |  |                                     |  |  |                                   |  |
|                       |                      | Maria Anna di Baviera   | Anna d'Austria            |  |  |       |  |  |                                     |  |  |                                   |  |
|                       |                      | Maria Anna di Baviera   |                           |  |  |       |  |  |                                     |  |  |                                   |  |

## Filippo nella cultura di massa

### Nella letteratura
compare nei romanzi Angelica la Marchesa degli Angeli, Angelica sulla via di Versailles e Angelica e l'amore del re di Anne e Serge Golon.

### Nel cinema
| Anno      | Film                                                                          | Attore                     | Note                                                                 |
| --------- | ----------------------------------------------------------------------------- | -------------------------- | -------------------------------------------------------------------- |
| 1935      | Le cortigiane del Re Sole (Liselotte von der Pfalz)                           | Hans Stüwe                 |                                                                      |
| 1964      | Angelica (Angélique, Marquise des Anges)                                      | Robert Porte               | Dal romanzo Angelica, la marchesa degli Angeli di Anne e Serge Golon |
| 1965      | Angelica alla corte del re (Merveilleuse Angélique)                           | Robert Porte               | Dal romanzo Angelica sulla via di Versailles di Anne e Serge Golon   |
| 1966      | La presa del potere da parte di Luigi XIV (La prise de pouvoir par Louis XIV) | Pierre Pernet              |                                                                      |
| 1966      | Liselotte von der Pfalz                                                       | Harald Leipnitz            |                                                                      |
| 1978      | Molière                                                                       | Daniel Mesguich            |                                                                      |
| 1993      | Louis, enfant roi                                                             | Jocelyn Quivrin            |                                                                      |
| 1997      | Marquise (Marquise)                                                           | Franck de La Personne      |                                                                      |
| 2000      | Vatel (Vatel)                                                                 | Murray Lachlan Young       |                                                                      |
| 2003      | Carlo II - Il potere e la passione (Charles II: The Power & the Passion)      | Cyrille Thouvenin          | Miniserie televisiva                                                 |
| 2008      | Luigi XIV - Il sogno di un Re (Versailles, le rêve d'un roi)                  | Aymeric Peniguet de Stoutz | Film televisivo                                                      |
| 2009      | La regina e il cardinale (La reine et le cardinal)                            | Grégory Avanzini           | Miniserie televisiva                                                 |
| 2015      | Le regole del caos (A Little Chaos)                                           | Stanley Tucci              |                                                                      |
| 2015-2018 | Versailles (Versailles)                                                       | Alexander Vlahos           |                                                                      |